# Manchas brilhantes de Ceres

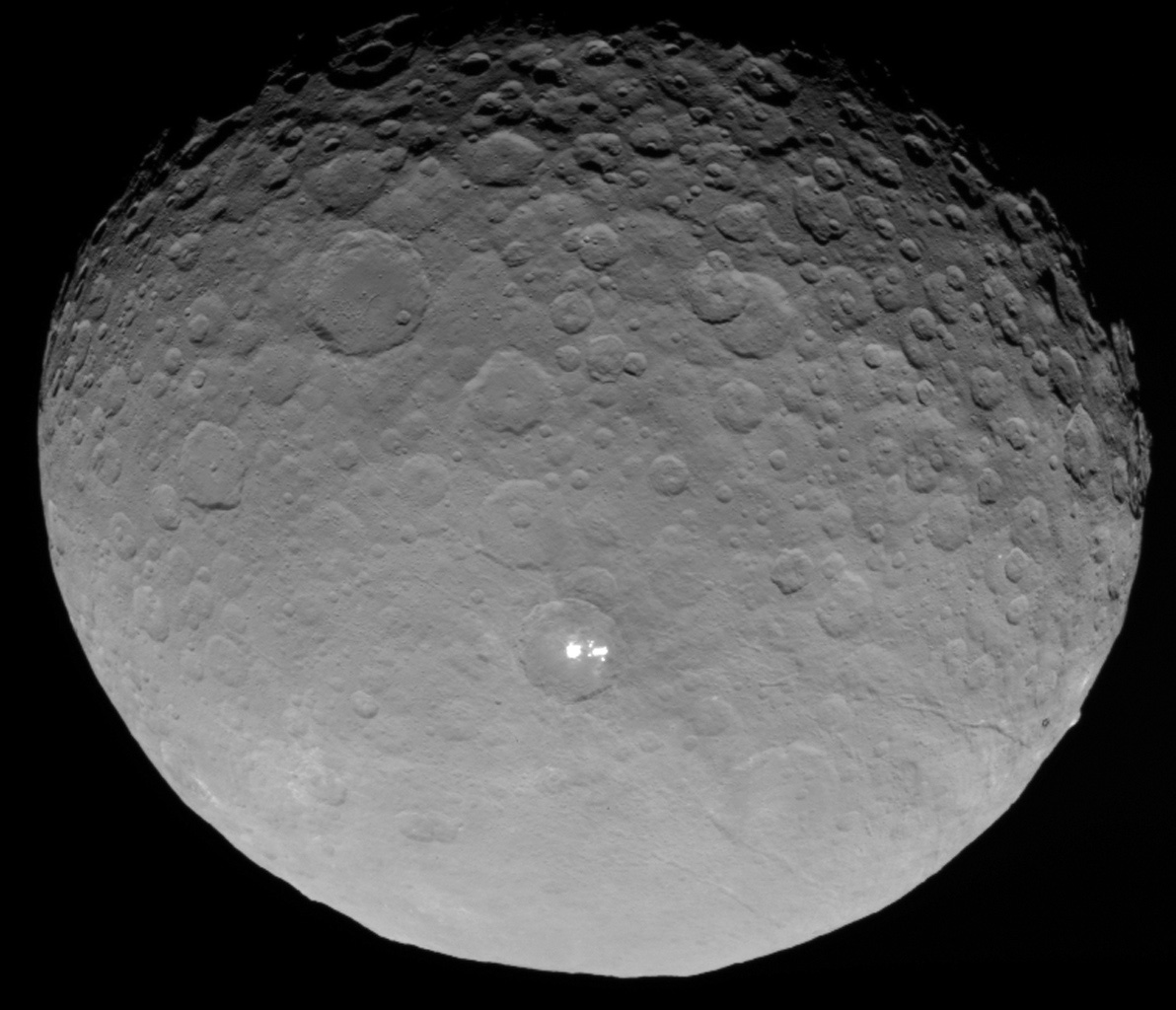
Mancha brilhante "Spot 5" de 13 500 km na superfície de Ceres.

As manchas brilhantes de Ceres (também conhecidas como fácula) são prováveis depósitos de sal compostos principalmente por Sulfato de magnésio hidratado. Esses pontos brilhantes da superfície do planeta anão Ceres observados várias vezes pelo Telescópio Espacial Hubble e pela sonda espacial Dawn. As manchas brilhantes ("spot 5") têm sido observadas no centro de uma grande cratera no planeta anão. Os pontos brilhantes também são visíveis em muitas outras áreas na superfície de Ceres.

## Principais manchas brilhantes

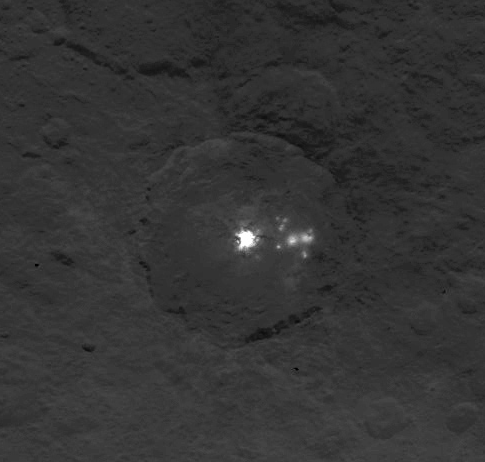
Mancha brilhante "Spot 5" fotografada pela Dawn a uma distância de 4400 km em 9 de junho de 2015.

Ceres tem mais de 130 áreas brilhantes, e a maioria delas estão associadas com crateras de impacto. O ponto mais brilhante está localizado no meio da cratera Occator que tem 80 quilômetros, com vários pontos companheiros localizados na borda leste desta cratera. Quando a sonda ainda estava a uma distância considerável do planeta anão, apenas uma mancha brilhante era visível, o que já era bastante para intrigar a todos. Posteriormente, a medida que a sonda se aproximava, uma segunda mancha brancas surgiu na superfície de Ceres, e não demorou muito para que esse número se multiplicasse, ultrapassando atualmente o número de dez manchas brilhantes. Agora, conforme a sonda se aproxima ainda mais, diversas pequenas manchas brancas surgem nas imagens.
No início da fase orbital da missão Dawn, as manchas foram especuladas para ser uma espécie de saída de gás, e, posteriormente, a NASA concluiu que o brilho das áreas é a luz solar que está sendo retornada por um material com um alto nível de reflexão, e sugeriu gelo como uma possibilidade. Estas características brilhantes têm um albedo de cerca de 40% (4 vezes mais brilhante do que o resto da superfície de Ceres). A partir de imagens tiradas de Ceres, em 4 de maio de 2015, os pontos mais brilhantes foram revelados para realmente consistir em muitos pontos brilhantes.
Em 9 de dezembro de 2015, cientistas relataram que as manchas brilhantes de Ceres, incluindo aquelas da cratera Occator, pode estar relacionada a uma espécie de sal, particularmente uma forma de salmoura contendo sulfato de magnésio chamado hexahidrato; as manchas foram também encontradas associadas com argilas ricas em amônia.